# Újbuda-busz (Budapest)
A budapesti Újbuda-busz 2003 és 2008 között közlekedett, a Gazdagréti lakótelepről biztosított gyors eljutási lehetőséget Újbuda fontosabb intézményeihez és csomópontjaihoz.

## Története
2003. október 1-jén indult a járat, amely a Gazdagréti lakótelepről indult, bejárta a XI. kerület nagy részét, érintette az őrmezei lakótelepet, a Kelenföldi pályaudvart, Kelenföld városközpontot (ma Bikás park), a Szent Imre Kórházat, a Kosztolányi Dezső teret, a Móricz Zsigmond körteret, majd a Budaörsi úton tért vissza Gazdagrétre. 2005 májusában a Bazsalikom utcánál új megállóhelyet létesítettek, ezáltal Kelenvölgy lakosai új utazási lehetőséghez jutottak.
2007. február 19-étől a 4-es metró építése miatt a Móricz Zsigmond körtérre nem tért be, helyette a Bocskai úton a Bercsényi utcáig közlekedett (ma Újbuda-központ), ahol meg tudott fordulni. 2008. július 1-jével a járat megszűnt.

## Útvonala
Megszűnése előtti útvonala
| XI. kerületi körforgalmi járat: |
| --- |
| Gazdagréti lakótelep vá. – Rétköz utca – Gazdagréti út – Lapu utca – Neszmélyi út – Balatoni út – Menyecske utca – Neszmélyi út – Péterhegyi út – Szajol utca – Csákvár utca – Borszéki utca – Névtelen utca – Somogyi út – Etele tér – Etele út – Tétényi út – Bartók Béla út – Bocskai út – Október huszonharmadika utca – Bocskai út – Karolina út – Nagyszőlős utca – Budaörsi út – Gazdagréti út – Gazdagréti lakótelep vá. |

## Megállóhelyei
| 0    | Gazdagréti lakótelep végállomás                                | |
| 1    | Tűzkő utca                                                     | 139, 239 |
| 2    | Torbágy utca                                                   | 139, 239 |
| 3    | Törökugrató utca                                               | 139, 239 |
| 4    | Regős köz                                                      | 139, 239 |
| 5    | Nagyszeben tér                                                 | 139, 153, 239 |
| 6    | Neszmélyi út                                                   | 40, 87, 87A, 139, 153, 239                                                                                                |
| 7    | Kérő utca                                                      | 41, 41, 250 |
| 8    | Neszmélyi út (Őrmező)                                          | 41, 41, 250 |
| 9    | Péterhegyi út                                                  | 41, 250 |
| 10   | Őrmezei út                                                     | 41, 250 |
| 11   | Bazsalikom utca (2005-ben létesített megálló)                  | 41, 141, 250 |
| 12   | Hajtány sor                                                    | 141 |
| 13   | Borszéki utca                                                  | 141 |
| 14   | KTI                                                            | 141 |
| 15   | Etele tér, Kelenföldi pályaudvar (ma Kelenföld vasútállomás M) | 7, 47-49V, 103, 141, 173 19 Volán járatok                                                                                 |
| 16   | Bártfai utca                                                   | 7, 103, 173 |
| 17   | Kelenföld, városközpont (ma Bikás park M)                      | 7, 7, 14, 73, 103, 114, 173                                                                                               |
| 18   | Tétényi út 30.                                                 | 7, 14, 73, 114 |
| 19   | Szent Imre Kórház                                              | 7, 7, 14, 73, 114, 173 |
| 20   | Hamzsabégi út                                                  | 19 7, 14, 47-49V, 73, 114                                                                                                 |
| 21   | Kosztolányi Dezső tér                                          | 19 7, 7, 12, 14, 40, 40E, 41, 41, 47-49V, 53, 72, 73, 86, 87, 87A, 114, 140E, 149V, 153, 172, 173, 187, 250 Volán járatok |
| (22) | Móricz Zsigmond körtér                                         | (2007-ben megszűnt megálló)                                                                                               |
| 22   | Fehérvári út (ma Újbuda-központ M)                             | 4, 18, 41, 41A, 56 12, 53, 86, 149V Volán járatok                                                                         |
| 23   | Bocskai út (ma Újbuda-központ M)                               | 4, 18, 41, 41A, 56 12, 53, 86, 149V Volán járatok                                                                         |
| 24   | Kosztolányi Dezső tér                                          | 19 7, 7, 12, 14, 40, 40E, 41, 41, 47-49V, 53, 72, 73, 86, 87, 87A, 114, 140E, 149V, 153, 172, 173, 187, 250 Volán járatok |
| 25   | Vincellér utca                                                 | 12, 53, 72, 86, 41, 153, 250                                                                                              |
| 26   | Rendőrség                                                      | |
| 27   | Hollókő utca                                                   | 53, 72, 153 |
| 28   | Ajnácskő utca                                                  | 53, 72, 153 |
| 29   | Dayka Gábor utca                                               | 40, 40E, 41, 53, 72, 87, 87A, 139, 140E, 153, 172, 187, 239, 250                                                          |
| 30   | Sasadi út                                                      | 40, 40, 41, 41, 53, 72, 87, 87A, 139, 153, 187, 239, 250 Volán járatok                                                    |
| 31   | Nagyszeben út                                                  | 40, 87, 87A, 139, 153, 239                                                                                                |
| 32   | Naprózsa utca                                                  | 40, 87, 87A, 139, 153, 239                                                                                                |
| 33   | Regős utca                                                     | 153 |
| 34   | Törökugrató utca                                               | 153 |
| 35   | Torbágy utca                                                   | 153 |
| 36   | Csikihegyek utca                                               | 153 |
| 37   | Tűzkő utca                                                     | 153 |
| 38   | Gazdagréti lakótelep végállomás                                | 8, 139, 153, 239 |